# Witkowice (województwo śląskie)
Witkowice – wieś w Polsce położona w województwie śląskim, w powiecie częstochowskim, w gminie Kłomnice. 
Na terenie miejscowości znajduje się szkoła podstawowa im. Jana Kochanowskiego.

## Historia
Majątek Witkowice kupił pod koniec XIX wieku śpiewak operowy Jan Reszke. Po jego śmierci w 1925 roku Witkowice odziedziczyła najstarsza córka jego brata Edwarda, Helena. Helena Döry (II-voto Grabowska) z Reszków (1889-1941) została pochowana w Garnku, gdzie na nagrobku znajduje się też inskrypcja poświęcona jej córce Irenie Grabowskiej (1932-48), która jest pochowana w Brzegu nad Odrą. 
Najstarsza córka Heleny, Maria Bilowicz odziedziczyła po śmierci swego dziadka majątek w Garnku gospodarząc w nim aż do czasu wyrzucenia jej z niego wraz z rodziną (troje małych dzieci) w marcu 1945 roku. Od tej pory miała zakaz powrotu do Garnka.
Po majątku w Witkowicach nie pozostał do dzisiaj żaden ślad.
W latach 1975–1998 miejscowość należała administracyjnie do województwa częstochowskiego. 

## Parafia Kościoła rzymskokatolickiego
W miejscowości znajduje się kościół św. Stanisława Biskupa Męczennika. Parafia została powołana w 1993 roku, znajduje się w archidiecezji częstochowskiej, w dekanacie Kłomnice.